# 壽椿
壽椿 (1865年—？)，字子千，号亦莊，那拉氏，青州驻防滿洲鑲白旗人，清朝政治人物、同進士出身。
光緒十一年乙酉科举人，十五年己丑科贡士，十八年（1892年），参加光緒壬辰科殿試，登進士三甲170名。同年五月，著交吏部掣签分发各省，以知县即用，签分浙江，任秀水县、武康县知县。

## 家族
- 曾祖保常；
- 祖全喜；
- 父恒瑞；
- 子鴻寶、善寶。